# Фасонолитейная (платформа)
'Фасонолите́йная— железнодорожная платформа на территории Бежицкого района города Брянска. Названа в честь находящегося рядом Бежицкого сталелитейного завода. Основной путь электрифицирован, до 2009 года обслуживался двумя низкими боковыми платформами. Параллельно на расстоянии десяти метров проходит неэлектрифицированный путь, который является подъездным для множества брянских предприятий, расположенных вдоль железной дороги и используется маневровыми составами.
В 2009 году произведён демонтаж второй платформы, до этого Фасонолитейная была одним из двух остановочных пунктов на участке Брянск—Жуковка, где высадка пассажиров производилась сразу на обе стороны. В 2010 году полностью реконструирована оставшаяся платформа, произведён небольшой подъём, заменено асфальтовое покрытие, сооружены ограждения.
Фасонолитейная выделяется крупным станционным зданием. Большой навес построен в 1963 году, в нём была обустроена билетная касса и помещение для зала ожидания, впоследствии переоборудованное в магазин. Навес находится в неудовлетворительном состоянии и требует как минимум косметического ремонта.
Активно используется пассажирами, поскольку в непосредственной близости от станции расположены проходные сталелитейного и автомобильного заводов; на небольшом удалении находится крупный жилой район «Новый Городок», торговый комплекс «Магнит», торговый дом «Кромской», крупный строительный рынок «СервисБаза», кондитерская фабрика «Брянконфи», Брянский рыбоперерабатывающий комбинат "Океан" и другие предприятия.